# Дом ворошиловских стрелков
Дом ворошиловских стрелков или Дом красных командиров — здание в Центральном районе Твери, памятник архитектуры сталинской эпохи. Находится на берегу Волги по адресу: набережная Степана Разина, дом 2.
Дом построен в 1935 году по проекту архитектора В. Анфёрова. Здание пятиэтажное, имеет тяжеловесные ордерные формы, характерные для неоклассицизма предвоенных лет. В плане здание имеет форму прямоугольного треугольника, стороны которого образованы Тверским проспектом, набережной Степана Разина и улицей Вольного Новгорода.
В 1938—1940 годах в доме размещался штаб Калининского военного округа. В 1940—1941 годах дом принимал Высший военно-педагогический институт, сформированный на базе педагогического факультета Военно-политической академии имени В. И. Ленина, которому также был передан строящийся корпус штаба округа. Во время Великой Отечественной войны в доме находился штаб Калининского фронта, затем — госпиталь. После окончания войны дом был зданием Академии химзащиты, впоследствии — административным корпусом и жилым комплексом офицерского состава Военной академии противовоздушной обороны. Сейчас в здании располагаются гостиница и общежитие Военной академии воздушно-космической обороны имени Г. К. Жукова.
На здании установлены две мемориальные доски:

В этом здании в 1940—1941 гг. размещался Высший военно-педагогический институт. В октябре 1941 года сводный батальон слушателей института принимал участие в обороне г. Калинина от немецко-фашистских захватчиков на Мигаловском рубеже

В этом доме в период с 1983 по 2004 год жил генерал-полковник Бошняк Юрий Михайлович, видный военачальник, заслуженный работник культуры России

## Галерея

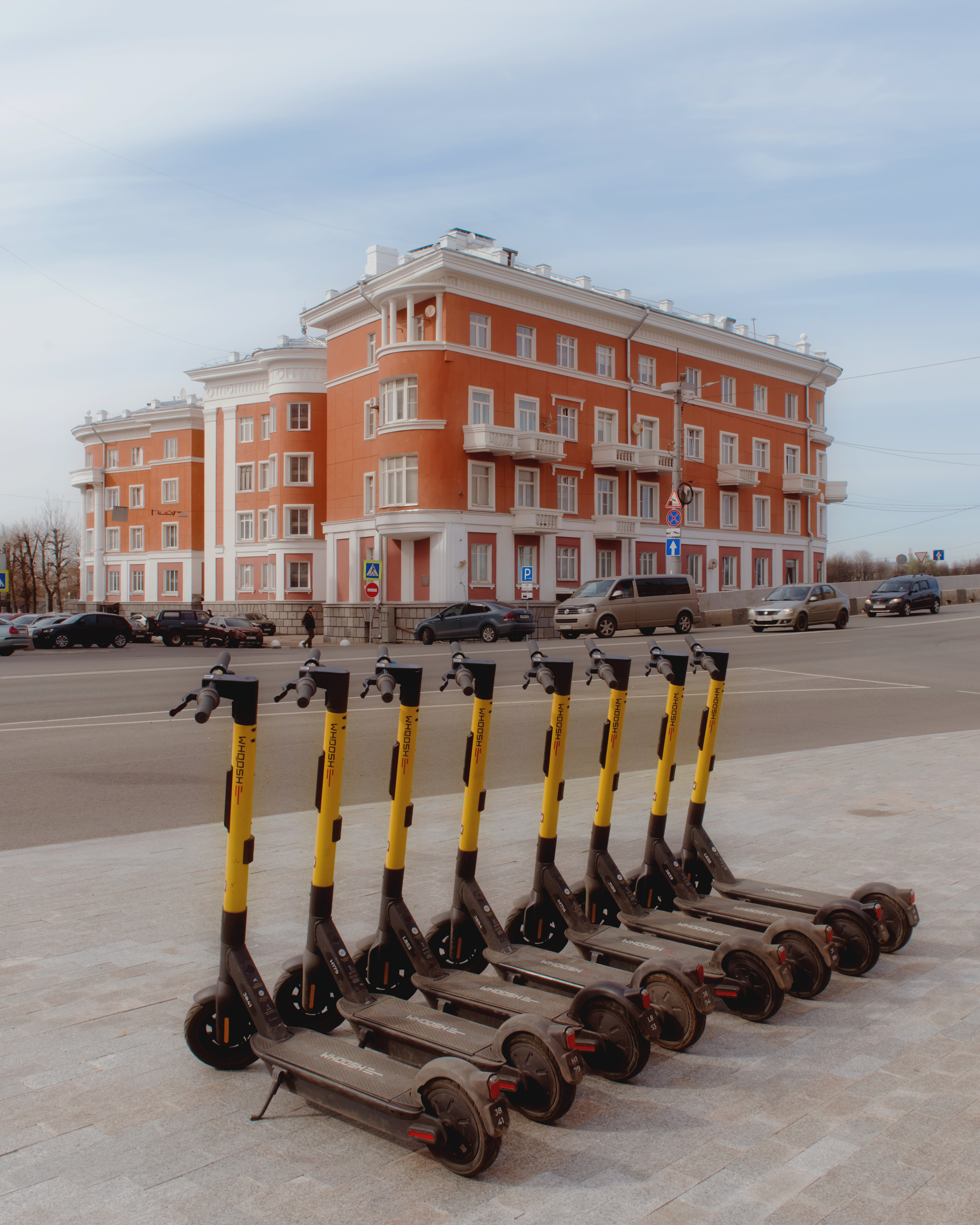
Вид на Дом Ворошиловских стрелков с Тверского проспекта.
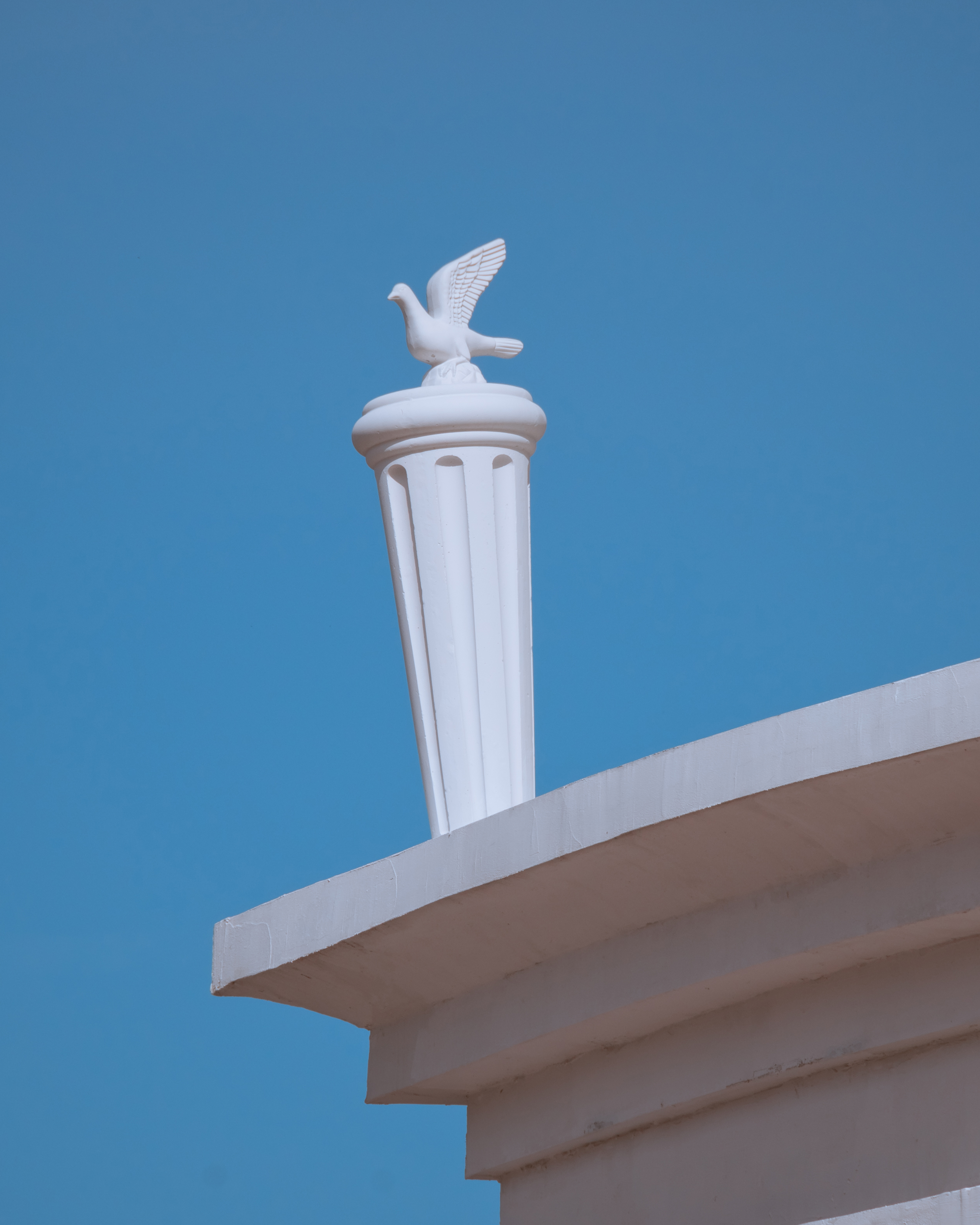
Декоративный элемент над лестницей, выходящей на набережную Михаила Ярославича в Твери.
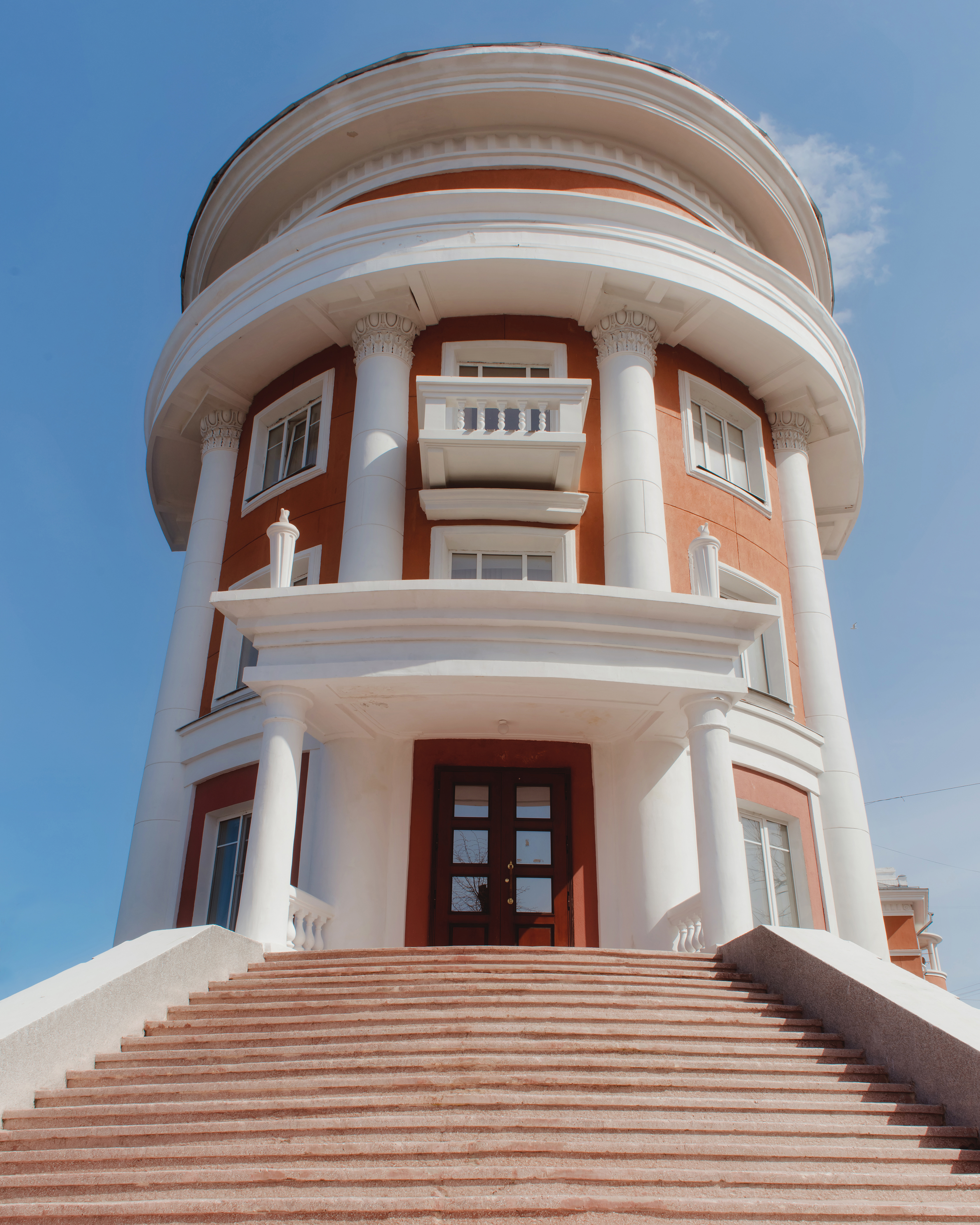
Западный торец Дома Ворошиловских стрелков.
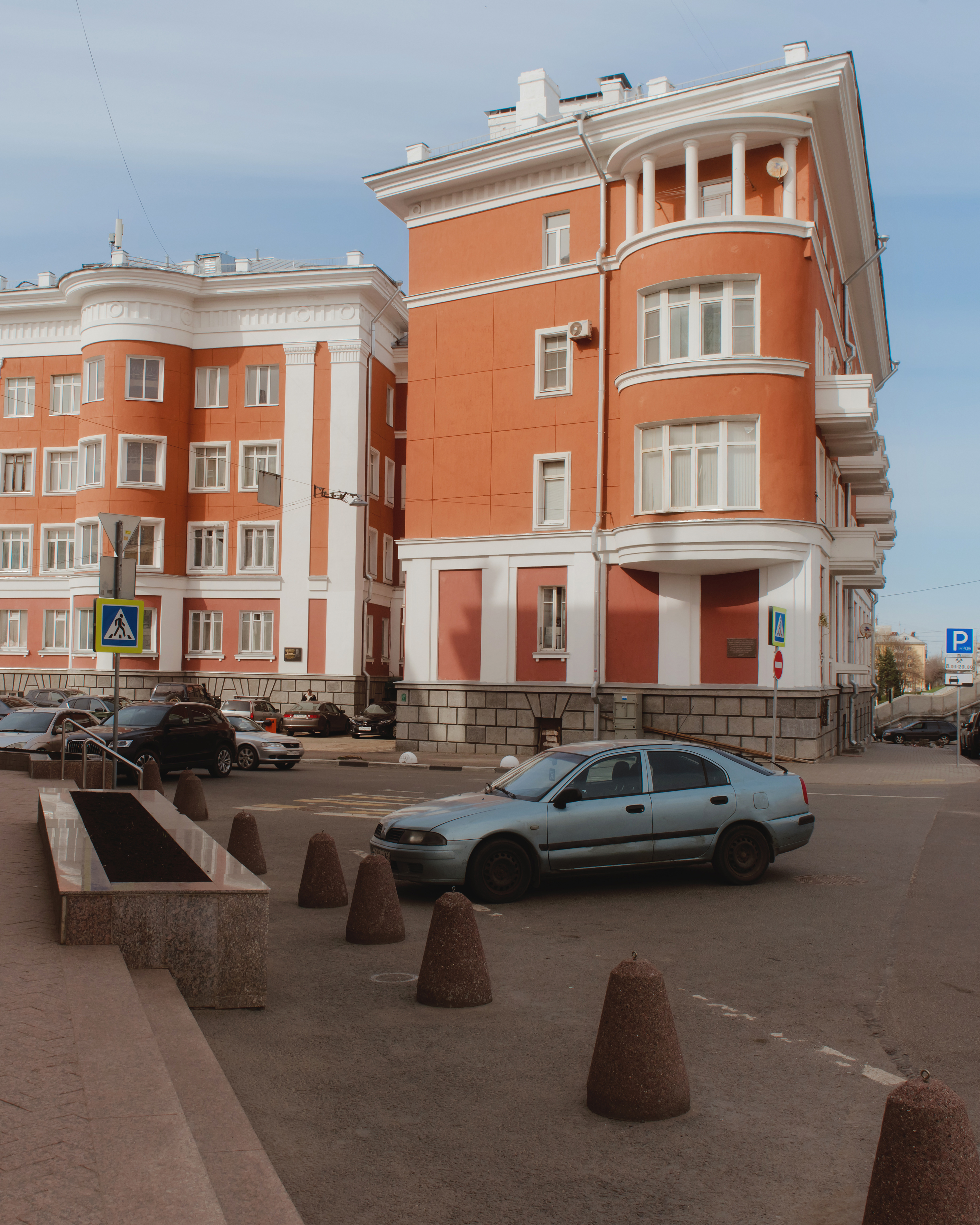
Южный фасад дома №2 по набережной Степана Разина, он же «Дом командиров Красной Армии».
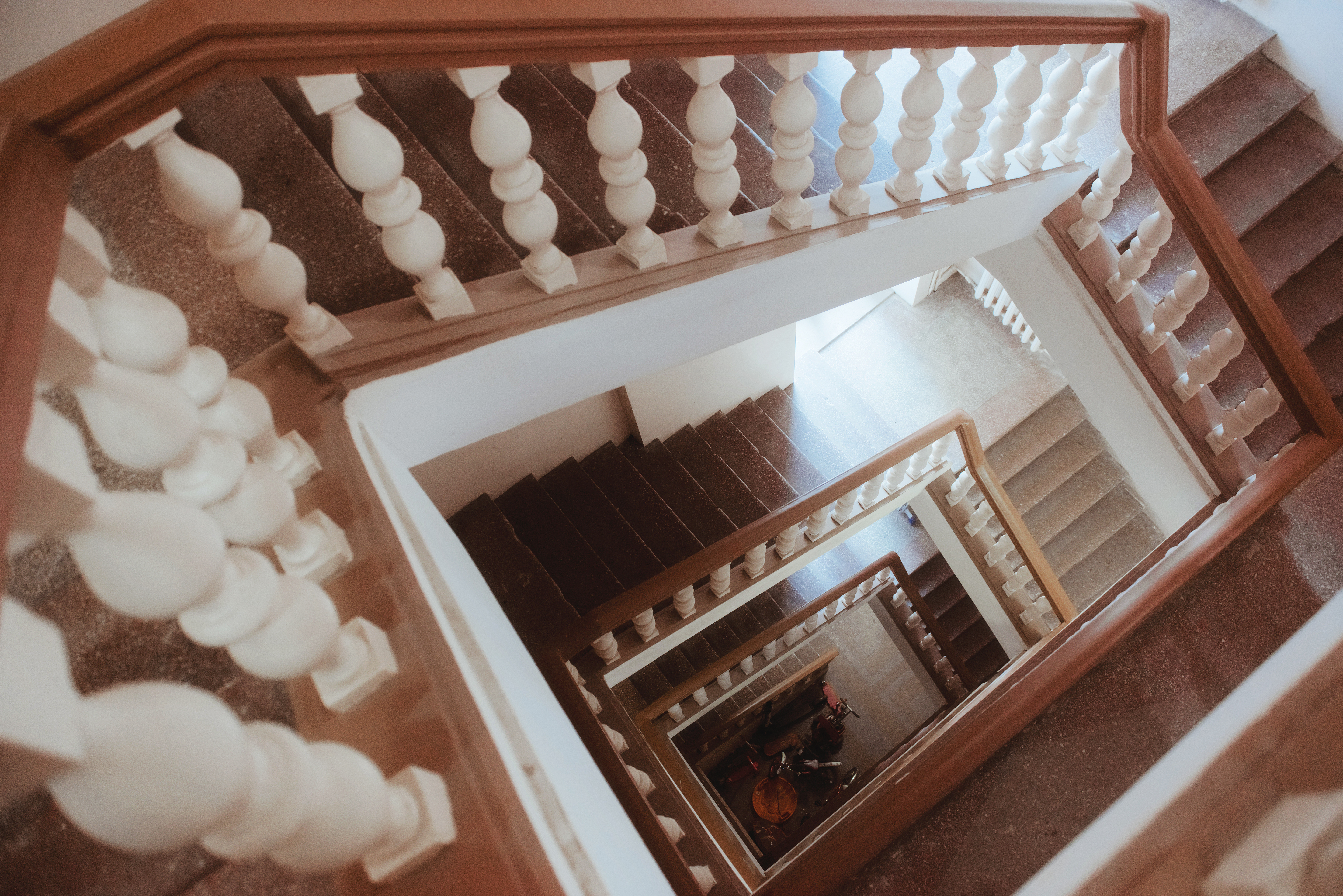
Подъезд в восточной части Дома Ворошиловских стрелков, выходящий на улицу Вольного Новгорода в Твери.